# Israel Achatius
Israel Achatius (* um 1529 in Heilbronn; † 1581 in Worms) war ein lutherischer Theologe und Reformator.

## Leben
Ab 1548 studierte er an der Universität Heidelberg. Er wurde 1560 Pfarrer in der Reichsstadt Wissembourg. Er wechselte 1580 in die Reichsstadt Worms.

## Schriften (Auswahl)
- Warhafftiger vnnd gründtlicher Bericht Alter vn[d] Neuwer, das ist, Euangelischer vn[d] Papistischer Lehr, vnder welchen der Euangelischen grundt auß heiliger Göttlicher Schrifft, der Päbstischen aber auß Jren Decreten vnd Satzungen genommen ist: ... Auß Frantzoesischer Sprach durch ein Marggraefischen Edelman[n] zu Pfortzheym inns Latein bracht. Pforzheim 1558.
- Vom Reiche Christi, unseres Herrn und Heilands, wie dasselbig von allen Christlichen Obrigkeiten anzustellen und ins Werk zu bringen sei. Straßburg 1563.